# Simon Claussen
Simon Claussen (Lørenskog, 21 de junio de 1991) es un deportista noruego que compite en tiro, en la modalidad de rifle.
Ganó cuatro medallas en el Campeonato Mundial de Tiro de 2022 y siete medallas en el Campeonato Europeo de Tiro entre los años 2019 y 2022.
En los Juegos Europeos de Cracovia 2023 consiguió una medalla de bronce en la prueba de rifle 3 posiciones 50 m mixto.

## Palmarés internacional
| Campeonato Mundial | Campeonato Mundial  | Campeonato Mundial | Campeonato Mundial                |
| Año                | Lugar               | Medalla            | Prueba                            |
| ------------------ | ------------------- | ------------------ | --------------------------------- |
| 2022               | El Cairo (Egipto)   | Medalla de oro     | Rifle 3 posiciones 300 m          |
| 2022               | El Cairo (Egipto)   | Medalla de oro     | Rifle 3 posiciones 50 m mixto     |
| 2022               | El Cairo (Egipto)   | Medalla de oro     | Rifle en pos. tendida 300 m mixto |
| 2022               | El Cairo (Egipto)   | Medalla de plata   | Rifle estándar 300 m              |
| Juegos Europeos    |                     |                    |                                   |
| Año                | Lugar               | Medalla            | Prueba                            |
| 2023               | Breslavia (Polonia) | Medalla de bronce  | Rifle 3 posiciones 50 m mixto     |
| Campeonato Europeo |                     |                    |                                   |
| Año                | Lugar               | Medalla            | Prueba                            |
| 2019               | Lonato (Italia)     | Medalla de oro     | Rifle 3 posiciones 300 m          |
| 2019               | Lonato (Italia)     | Medalla de oro     | Rifle en pos. tendida 300 m       |
| 2019               | Lonato (Italia)     | Medalla de oro     | Rifle 50 m mixto                  |
| 2019               | Lonato (Italia)     | Medalla de bronce  | Rifle estándar 300 m              |
| 2021               | Osijek (Croacia)    | Medalla de bronce  | Rifle en pos. tendida 50 m mixto  |
| 2022               | Breslavia (Polonia) | Medalla de plata   | Rifle en pos. tendida 50 m mixto  |
| 2022               | Breslavia (Polonia) | Medalla de bronce  | Rifle en pos. tendida 50 m        |